# アロイス・ファン・デ・フィフェレ
アロイス・ジャン・マリア・ジョゼフ・ファン・デ・フィフェレ（Aloys Jean Maria Joseph van de Vyvere、1871年6月8日 - 1961年10月22日）は、ベルギーの政治家。

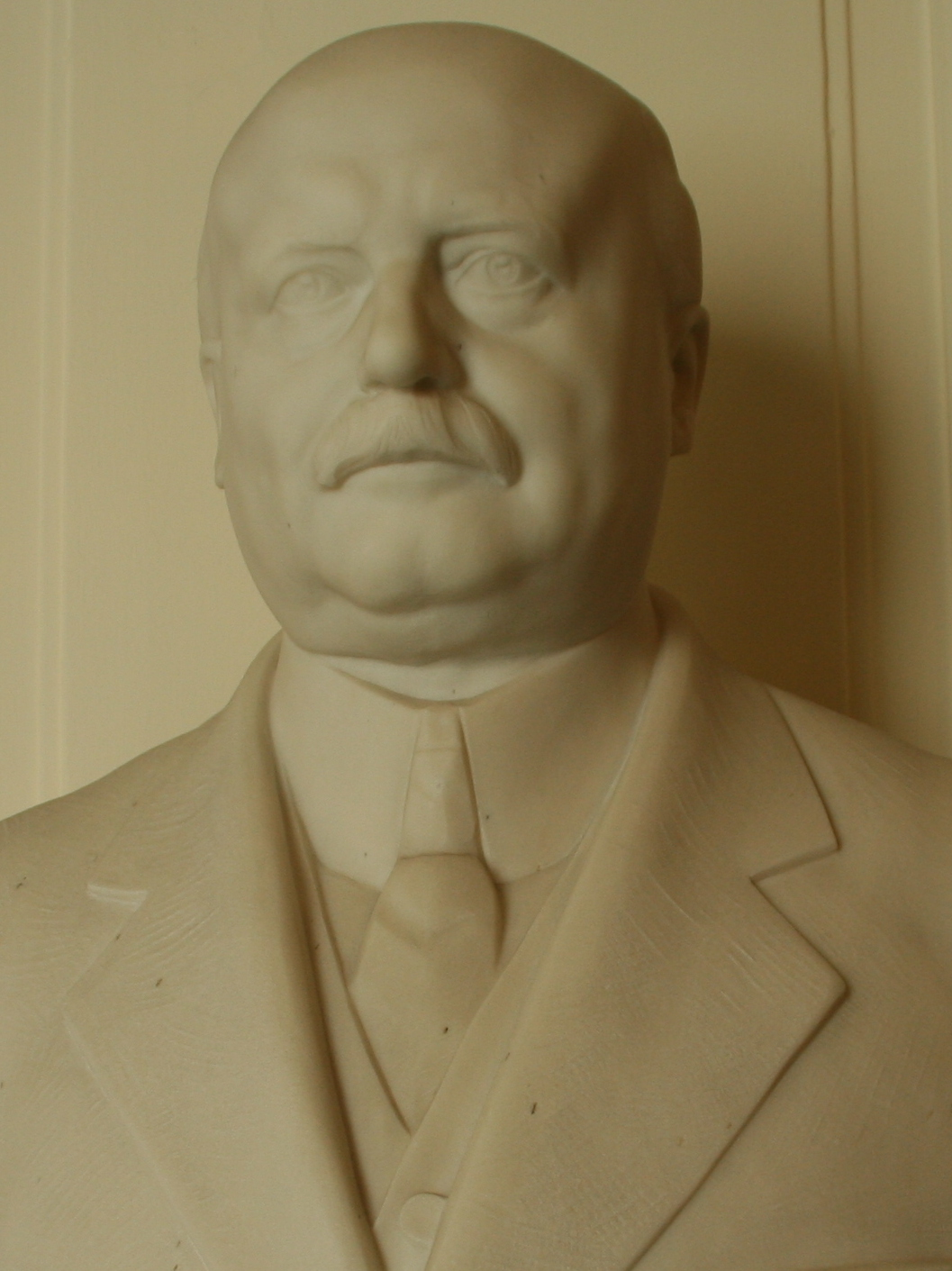
連邦議会に設置されているファン・デ・フィフェレの胸像。

ウェスト＝フランデレン州のTieltで生まれ、法学と哲学を学んだアロイスは、ヘントで弁護士となった。1909年から1911年までヘントの市議会議員を務め、1911年にはカトリック党の代議院議員となった。
アロイスは1911年から1926年までいくつもの大臣職を歴任した。1911年から1912年まで、農務大臣と公共事業大臣。1912年から1914年まで、鉄道大臣と郵政大臣。1914年から1918年まで財務大臣。1920年から1924年まで経済担当大臣。1925年5月には首相に就任したが、内閣は難局に直面し、1ヶ月ほどで政権は崩壊した。1926年には再び農務大臣に就任した。
アロイスは1926年に政界から引退し、実業界に転じた。

## 首相在任期間
- ファン・デ・フィフェレ内閣：1925年5月13日 - 1925年6月17日 （カトリック党）

| 公職                      | 公職                          | 公職                |
| ------------------------- | ----------------------------- | ------------------- |
| 先代 ジョルジュ・テュニス | ベルギー王国首相 第32代：1925 | 次代 プロスペ・プレ |